# Horst Plischke

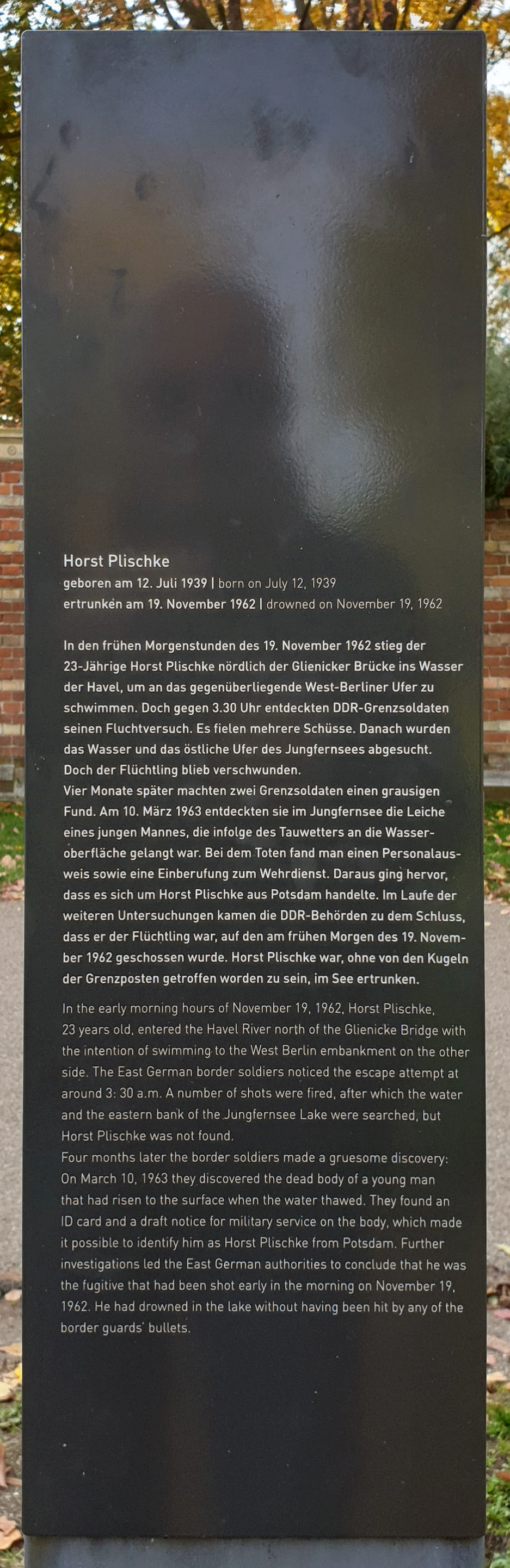
Gedenktafel, Berliner Straße 86, in Potsdam

Horst Plischke (* 12. Juli 1939 in Braunau; † 19. November 1962 in Berlin) war ein Todesopfer an der Berliner Mauer. Er ertrank bei einem Fluchtversuch aus der DDR.

## Leben
Horst Plischke entschloss sich am Morgen des 19. November 1962, von Potsdam nach West-Berlin zu flüchten. Nördlich der Glienicker Brücke ging er ins Wasser der Havel und versuchte, sie zu durchschwimmen. Dabei wurde er gegen 3.30 Uhr von in der Nähe positionierten Grenzsoldaten entdeckt. Diese gaben mehrere Schüsse auf den Flüchtigen ab, ohne ihn zu treffen. Eine anschließend eingeleitete Suchaktion der DDR-Grenztruppen im Uferbereich der Havel verlief ergebnislos. Vier Monate später, am 16. März 1963, entdeckten zwei Grenzsoldaten einen Leichnam am Ufer des Jungfernsees. Bei der Leiche fanden sie Horst Plischkes Ausweispapiere und dessen Einberufungsbefehl zum Wehrdienst bei der Nationalen Volksarmee. Nach der Obduktion stellten die Behörden der DDR fest, dass Horst Plischke ertrank, ohne von einer Kugel getroffen worden zu sein. Die Behörden ermittelten, dass es sich bei dem beschossenen Flüchtling von 19. November des Vorjahres um Horst Plischke handelte. Dabei nahmen sie die stehengebliebene Uhr des Toten als Indiz.
Über die Schüsse am Morgen des 19. November 1962 am Jungfernsee gab es in West-Berlin Pressemeldungen, aus denen aber keine Details wie der Name des Flüchtlings hervorgingen. Der Tod von Horst Plischke blieb sowohl in der Öffentlichkeit, als auch bei den West-Berliner Behörden unbekannt. Erst nach der deutschen Wiedervereinigung wurden 1994 Dokumente über den Vorfall entdeckt. Die staatsanwaltschaftlichen Ermittlungen wurden 1995 mit dem Ergebnis eingestellt, dass kein Fremdverschulden vorlag.